# راس الظهرة (إب)

تعديل مصدري - تعديل

راس الظهرة محلة تابعة لقرية ظهره السادة، التابعة لعزلة ثواب اعلى بمديرية إب إحدى مديريات محافظة إب في الجمهورية اليمنية.، بلغ تعداد سكانها 26 حسب تعداد اليمن لعام 2004.